# LunchMoney Lewis
LunchMoney Lewis, de son vrai nom Gamal Lewis, né le 11 janvier 1988 à Miami en Floride, est un rappeur et chanteur de RnB américain. Il se fait connaître en 2015 grâce à son titre Bills, il apparaît aussi sur l'album The Pinkprint de Nicki Minaj sur le titre Trini Dem Girls.

## Biographie
Lewis est né à Miami, en Floride. Son père Ian Lewis, et son oncle Roger Lewis, sont membres du groupe de reggae Inner Circle et possèdent un studio d'enregistrement, Circle House, dans lequel des artistes comme Flo Rida et Lil Wayne ont déjà enregistrés. Adolescent, Lewis est surnommé « LunchMoney » et commence à écrire aux côtés du producteur de hip-hop Salaam Remi. Lewis se lance aux côtés de Dr. Luke comme producteur et se popularise en tant que rappeur grâce au single Trini Dem Girls, issu de l'album The Pinkprint de Nicki Minaj. Il écrit également le single Burnin' Up de Jessie J, issu de son album Sweet Talker, et le single Bo$$ de Fifth Harmony issu de l'album Reflection. 
En 2015, il publie son tout premier single solo, Bills, qui atteint la 79e place du Billboard Hot 100 et atteint la première place des ARIA Charts. En avril 2015, Lewis publie un titre garage rock et funk intitulé Real Thing, qui est inclus sur son EP Bills publié le 21 avril 2015. Il participe également à la chanson Let's Go See Papi de Young Money Yawn aussi avec Pusha T. Il participe à la chanson Ain't Too Cool incluse dans le jeu vidéo Madden NFL 16 publié en 2015.

## Discographie

### EP
- 2015 : Bills[5]

### Singles
- 2015 : Bills
- 2015 : Whip It